# گری‌زون
گری‌زون (به انگلیسی: The Grayzone) یک وب‌سایت و وبلاگ خبری آمریکایی است که توسط روزنامه‌نگار آمریکایی مکس بلومنتال تأسیس و ویرایش شده است. این وب‌سایت که در ابتدا با نام «پروژه گری‌زون» تأسیس شد، قبل از مستقل شدن در اوایل سال ۲۰۱۸ به آلترنت وابسته بود.

## تاریخچه
گری‌زون به عنوان یک وبلاگ به نام پروژه گری‌زون در دسامبر ۲۰۱۵ توسط روزنامه‌نگار آمریکایی مکس بلومنتال تاسیس شد. این وبلاگ تا اوایل سال ۲۰۱۸ در AlterNet میزبانی می شد.

## نویسندگان
- وایت رید
- آرون ماته